# Турбай Григорій Автономович
Григорій Автономович Турбай (10 листопада 1904, село Кобзівка, нині Берестинського району Харківської області — 5 жовтня 1992, місто Кіровоград, нині Кропивницький Кіровоградської області) — український радянський діяч, голова Кіровоградського облвиконкому. Герой Соціалістичної Праці (7.05.1948). Член ЦК КП(б)У в січні 1949 — вересні 1952 року. Член Ревізійної комісії КПУ у вересні 1952 — березні 1954 року. Кандидат у члени ЦК КПУ в березні 1954 — березні 1966 року. Депутат Верховної Ради УРСР 4—6-го скликань. Депутат Верховної Ради СРСР 2-го скликання.

## Біографія
Народився у родині селянина-бідняка. Закінчив сільськогосподарську школу. З 1925 року — колгоспник артілі «Светлый труд» Сахновщинського району Харківщини. З 1927 року — голова колгоспу «Светлый труд» Сахновщинського району, завідувач господарства комуни на Харківщині.
Член ВКП(б) з 1930 року.
У 1931 році закінчив робітничий факультет та поступив до Харківського інженерно-економічного інституту бурякового господарства. У 1933 році закінчив два курси інституту.
У 1933—1938 роках — дільничний агроном Лозівської машинно-тракторної станції Харківської області.
З 1938 — на партійній роботі в Харківській області. У травні 1938—1939 роках — секретар Лозівського районного комітету КП(б) Харківської області. У 1939—1941 роках — 1-й секретар Ізюмського районного комітету КП(б) Харківської області. У 1941 році — 1-й секретар Близнюківського районного комітету КП(б) Харківської області.
Під час німецько-радянської війни працював інструктором політичного управління Народного комісаріату земельних справ СРСР, заступником начальника політичного сектору Харківського обласного земельного відділу, завідувачем сільськогосподарського відділу Гармського обласного комітету КП(б) Таджикистану.
У 1943—1950 роках — 1-й секретар Близнюківського районного комітету КП(б) Харківської області.
У 1950 — грудні 1953 року — 1-й заступник голови виконавчого комітету Харківської обласної Ради депутатів трудящих.
У грудні 1953 — січні 1963 року — голова виконавчого комітету Кіровоградської обласної Ради депутатів трудящих. У січні 1963 — грудні 1964 року — голова виконавчого комітету Кіровоградської сільської обласної Ради депутатів трудящих.
У 1965—1975 року — начальник Кіровоградського обласного управління лісового господарства.
З 1977 року — на пенсії в місті Кіровограді (тепер Кропивницький).

## Нагороди
- Герой Соціалістичної Праці (7.05.1948)
- два ордени Леніна (7.05.1948, 26.02.1958)
- орден Трудового Червоного Прапора (28.08.1944)
- медалі